# Анета Симеска-Димоска
Анета Симеска-Димоска (на македонска литературна норма: Анета Симеска-Димоска) е политик от Северна Македония.

## Биография
Родена е на 13 март 1970 година в град Прилеп, тогава в Социалистическа федеративна република Югославия. Завършва Технологичено-металургичния факултет на Скопския университет.
В 2016 година е избрана за депутат от Социалдемократическия съюз на Македония в Събранието на Република Македония.